# Берт Хелингер
Берт Хелингер (на немски: Bert Hellinger, роден като Антон Хелингер) е германски психолог, асоцииран с терапевтичния метод познат като Фамилна констелация и системна констелация.
В последните години неговата работа еволюира отвъд тези формати в това, което той сега нарича Движение на Духа-ум. Няколко хиляди професионално практикуващи по света, повлияни от Хелингер, продължават да прилагат и адаптират неговите оригинални прозрения в широк аспект личностни, организационни и политически приложения.